# Temporada de tifones del Pacífico de 1942
La temporada de tifones del Pacífico de 1942 no tiene límites oficiales; funcionó durante todo el año en 1942, pero la mayoría de los ciclones tropicales tienden a formarse en el noroeste del Océano Pacífico entre junio y diciembre. Estas fechas delimitan convencionalmente el período de cada año cuando la mayoría de los ciclones tropicales se forman en el Océano Pacífico noroccidental. El alcance de este artículo se limita al Océano Pacífico, al norte del ecuador y al oeste de la línea internacional de cambio de fecha. Las tormentas que se forman al este de la línea de fecha y al norte del ecuador se llaman huracanes; consulte la temporada de huracanes del Pacífico de 1942.
Hubo 30 ciclones tropicales en el Pacífico occidental en 1942. Se reportaron nueve tormentas tropicales en agosto, lo que lo convirtió en el agosto más activo conocido en ese momento.

## Sistemas

### Tormenta tropical Uno
La tormenta realmente no afectó tanto, pero afectó a las Islas Carolinas a fines de enero de 1942.

### Tormenta tropical Dos
Esta tormenta es muy similar a la Tormenta Tropical Uno. Tiene la misma trayectoria pero está ligeramente hacia el este y afectó a las Islas Carolinas.

### Tormenta tropical Nueve
Se formó una tormenta al norte de Filipinas el 28 de julio. Afectó a Hainan y al sur de China el 29 y 30 de julio, mientras se disipaba.

### Tormenta tropical Treinta
La tormenta final de la temporada se desarrolló el 13 de diciembre al este de Mindanao, Filipinas o en el Mar de Filipinas. Se movió en una dirección rápida, hacia el norte. El día 15, se movió hacia el oeste y luego hacia el oeste al día siguiente. Finalmente se disipó temprano el 17 de diciembre, debido a la cizalladura vertical del viento.